# الميلودي شغموم
الميلودي شغموم (مواليد 1947)، أستاذ جامعي وروائي مغربي.

## مسيرته
تابع دراسته العليا بكلية الآداب والعلوم الإنسانية بالرباط.
حصل على دبلوم الدراسات العليا في الفلسفة سنة 1982 ثم على دكتوراه الدولة من نفس الكلية.
اشتغل بالتدريس بالمحمدية. يعمل حاليا أستاذا بكلية الآداب والعلوم الإنسانية بمكناس.
بدأ النشر سنة 1972 بظهور مجموعته القصصية «أشياء تتحرك» وقد التحق باتحاد كتاب المغرب في نفس السنة. له مجموعة كتابات قصصية، روائية، فلسفية وترجمات نشر بعضها بمجموعة من المجلات: آفاق، أقلام… لابولي…

## أعماله
أصدر شغموم الميلودي مجموعة من الأعمال وهي تتوزع كالتالي:
- الأعمال السردية:
- أشياء تتحرك: قصص, مطبعة طنان، البيضاء، 1972.
- الضلع والجزيرة: روايتان, دار الحدائق، بيروت، 1980.
- سفر الطاعة: قصص, اتحاد كتاب العرب، دمشق، 1981.
- الأبله والمنسية وياسمين: رواية, المؤسسة العربية للدراسات والنشر، بيروت، 1982.
- عين الفرس: رواية, دار الأمان، الرباط، 1988.
- مسالك الزيتون: رواية, منشورات السفير، مكناس، 1990.
- شجر الخلاطة: رواية، المحمدية، مطبعة فضالة، المحمدية، 1995.
- خميل المضاجع: رواية، مطبعة فضالة، المحمدية، 1995، 152ص.
- نساء آل الرندي، مطبعة دار المناهل، الرباط، 2000،
- الأناقـة، دار الثقافة، البيضاء، 2001.

- الدراسات:
- الوحدة والتعدد في الفكر العلمي الحديث, دار التنوير، بيروت، 1984.
- المتخيل والقدسي في التصوف الإسلامي، منشورات المجلس البلدي، مكناس، 1991.
- المعاصرة والمواطنة. مدخل إلى الوجدان، الرباط، منشورات الزمن، الرباط، 2000.

- الترجمة:
- قيمة العلم / هنري بوانكاري, دار التنوير للطباعة والنشر، بيروت، 1982.